# Altmannstein
Altmannstein è un comune-mercato di 7 165 abitanti, situato nel Land tedesco della Baviera.